# Чакруд (Рудсар)
Чакруд (перс. چكرود) — село в Ірані, у дегестані Сіярстак-Єйлакі, у бахші Рахімабад, шагрестані Рудсар остану Ґілян. За даними перепису 2006 року, його населення становило 22 особи, що проживали у складі 6 сімей.

## Клімат
Середня річна температура становить 7,99°C, середня максимальна – 23,75°C, а середня мінімальна – -8,65°C. Середня річна кількість опадів – 343 мм.
| Клімат поселення                              | Клімат поселення | Клімат поселення | Клімат поселення | Клімат поселення | Клімат поселення | Клімат поселення | Клімат поселення | Клімат поселення | Клімат поселення | Клімат поселення | Клімат поселення | Клімат поселення | Клімат поселення |
| Показник                                      | Січ.             | Лют.             | Бер.             | Квіт.            | Трав.            | Черв.            | Лип.             | Серп.            | Вер.             | Жовт.            | Лист.            | Груд.            |                  |
| Середній максимум, °C                         | 1,43             | 2,03             | 4,80             | 11,88            | 16,95            | 21,00            | 23,75            | 23,63            | 19,84            | 15,19            | 9,60             | 4,38             |                  |
| Середня температура, °C                       | −3,62            | −3               | −0,22            | 6,83             | 11,92            | 15,97            | 19,03            | 18,91            | 15,11            | 10,46            | 4,87             | −0,34            |                  |
| Середній мінімум, °C                          | −8,65            | −8,05            | −5,28            | 1,79             | 6,87             | 10,92            | 14,30            | 14,19            | 10,40            | 5,75             | 0,14             | −5,07            |                  |
| Норма опадів, мм                              | 31               | 36               | 59               | 49               | 40               | 12               | 10               | 7                | 8                | 26               | 31               | 34               |                  |
| Середньомісячна швидкість вітру, м/с          | 1.94             | 2.50             | 2.68             | 2.66             | 2.27             | 2.12             | 1.99             | 1.86             | 1.78             | 1.80             | 2.27             | 1.98             |                  |
| Середньомісячна сонячна радіація, кДж/м²·день | 8074             | 10462            | 12872            | 16751            | 20744            | 23946            | 23875            | 21329            | 18090            | 13024            | 9567             | 7682             |                  |
| --------------------------------------------- | ---------------- | ---------------- | ---------------- | ---------------- | ---------------- | ---------------- | ---------------- | ---------------- | ---------------- | ---------------- | ---------------- | ---------------- | ---------------- |
| Джерело:                                      |                  |                  |                  |                  |                  |                  |                  |                  |                  |                  |                  |                  |                  |